# خوسيه لويس كاستييو- بوشي
خوسيه لويس كاستييو- بوشي ومورينو (يكلا، منطقة مرسية، الرابع من يوليو 1919-مدريد، الثاني من فبراير 2004) كان كاتبًا إسبانيًا. برز بصفته كاتب روايات، قصص قصيرة، ومقالات، ولكن كان أُيضًا صحفيًا، كاتب سيرة ذاتية، محررًا، مسافرًا وأستاذًا بقسم الصحافة.

## السيرة الذاتية
وُلِد عام 1919 لعائلة تقليدية مُتدينة، تضمّ عددًا من الأعمام اليسوعيين وأقارب آخرين من الكهنة، وكانت خالته رئيسة دير. تيتم في سن الخامسة عقب وفاة والده، نجار من البسيط، وعاش في حزن حتى بلغ سن العاشرة.
كان لديه شقيقان وأخت، وأصرت والدته على أن يُصبح أبناؤها الثلاثة كهنة. إلا أن الأخوين الأكبرين لم يتحملا الدراسة في المعهد اللاهوتي، فوضعت والدته كل آمالها على خوسيه لويس. وانطلاقًا من هذه الفكرة، التحق بمعهد سان فولخينثيو اللاهوتي في مرسية بمنحة دراسية عام 1929، حيث قرأ أعمال بيثنتي ميدينا، وخوسيه سيلجاس، وخوسيه باليستر.
بدأ آنذاك في كتابة قصصه القصيرة وفاز بأولى جوائزه. وعندما فشل في مسيرته، وجد دعمًا من مجتمع جامعة مرسية. ويكتب في مجلتي إكليسيا وكاتوليثيسمو، وفي صحيفتي لا برداد ولينيا.